# مارینووتسی
مارینووتسی (به بلغاری: Marinovtsi) یک منطقهٔ مسکونی در بلغارستان است که در سولیوو واقع شده‌است.